# انجيرة غوخاست (مقاطعة فيروزآباد)
انجيرة غوخاست (بالفارسية: انجیره گوخاست) هي قرية تقع في قسم خواجه‌اي الريفي (مقاطعة فيروزآباد) في إيران. يقدر عدد سكانها بـ 31 نسمة .